# Công tố viên chuyển sinh
Công tố viên chuyển sinh (tiếng Hàn: 어게인 마이 라이프; Romaja: Eogein Mai Laipeu) là bộ phim truyền hình Hàn Quốc ra mắt năm 2022 với sự tham gia diễn xuất của Lee Joon-gi, Lee Geung-young, Kim Ji-eun và Jung Sang-hoon. Kịch bản phim được dựa trên webtoon cùng tên phát hành trên KakaoPage. Bộ phim được phát sóng trên đài SBS TV bắt đầu từ ngày 8 tháng 4 năm 2022 vào khung giờ 22:00 (KST) Thứ Sáu và Thứ Bảy.
Tại Việt Nam, bộ phim được mua bản quyền phát sóng thông qua nền tảng phát hành phim trực tuyến VieON và FPT Play (với tên gọi Tái sinh báo thù).

## Tóm tắt
Bộ phim xoay quanh công tố viên Kim Hee Woo, người bị hại chết trong khi điều tra một chính trị tham nhũng, nhưng được thần chết trao cơ hội sống lần lại lần nữa. Vì biết trước tương lai, Hee Woo khi được trở về năm 18 tuổi đã lên kế hoạch cẩn thẩn để hạ gục kẻ thù quyền thế đã hãm hại mình. Đồng hành với anh là Kim Hee A, con gái út thiên tài của CEO tập toàn Cheonha.

## Diễn viên

### Vai chính
- Lee Joon-gi trong vai Kim Hee-woo

Một công tố viên trẻ tuổi bị chết oan trong trong lúc tham gia điều tra vụ bê bối tham nhũng của một chính khách có tiếng. Anh là một công tố viên cương quyết, nhiệt huyết và chính trực.
- Lee Geung-young trong vai Nghị sĩ Cho Tae-sub

Một chính trị gia, người nắm trong tay quyền lực hơn cả Tổng thống, ông điều hành một băng nhóm tội phạm, xấu xa, đồi bại và là kẻ thù của Kim Hee-woo.
- Kim Ji-eun trong vai Kim Hee-ah

Con gái út thiên tài của CEO tập toàn Cheonha. Cô là người ưu tú, sống lương thiện và là trợ thủ đắc lực cho Hee-woo trên con đường đấu tranh công lý.
- Jung Sang-hoon trong vai Lee Min-soo

Sinh viên năm cuối trường luật và là bạn thân của Hee-wo. Anh là cựu sinh viên y khoa sau đó chuyển hướng sang nghệ thuật, âm nhạc và cuối cùng là trường luật.

### Vai phụ

#### Văn phòng công tố
- Choi Kwang-il trong vai Kim Seok-hoon, một công tố viên tham nhũng, ông được sắp xếp để trở thành Bộ trưởng Tư pháp, phục vụ dưới quyền của Nghị sĩ Cho Tae-sub. Ông là cha của Han-mi, nhưng đối xử với cô một cách lạnh lùng và khinh thường.[13]
- Hong Bi-ra trong vai Kim Kyu-ri, bạn của Hee-wo khi còn là sinh viên trường luật, người sau này đồng hành cùng Hee-woo trên con đường đấu tranh công lý.[13]
- Kim Hyung-mook trong vai Jang Il-hyun, sinh viên năm cuối cùng trường với Hee-woo, anh là một công tố viên đầy tham vọng nhưng có lòng dạ tham tham.[13]
- Kim Jin-woo trong vai Choi Kang-jin, một công tố viên, sau này trở thành luật sư nhân quyền và tham gia chính trị. Anh là một người vô lương tâm trái với vẻ ngoài ngay thẳng và trong sạch của mình.[14]

#### Những người xung quanh Hee-woo
- Kim Jae-kyung trong vai Kim Han-mi, cô từng là một du côn khi còn ngồi trên ghế nhà trường và là bạn của Hee-woo, người sau này trở thành phóng viên và đồng hành cùng Hee-woo trên con đường đấu tranh công lý chống lại các quan chức tham nhũng. Cô là con ngoài giá thú của Seok-hoon.[15]
- Park Chul-min trong vai Kim Chan-sung, cha của Hee-woo, ông đã qua đời sau vụ tại nạn xe cách đây 15 năm.[16]
- Kim Hee-jeong trong vai Lee Mi-ok, mẹ Hee-woo, bà đã qua đời sau vụ tại nạn xe cách đây 15 năm.[16]
- Ji Chan trong vai Park Sang-man, một sinh viên kinh tế trường Đại học Ngoại ngữ Hàn Quốc, người sau này trở thành đồng minh của Hee-woo.[17]
- Lee Soon-jae trong vai Woo Yong-soo, một doanh nhân giàu có, ông là cố vấn đầu tư bất động sản cho Hee-woo.[18]

#### Những người xung quanh Tae-sub
- Cha Joo-young trong vai Han Ji-hyun, thư ký của Nghị sĩ Cho Tae-sub. Cô là một thần chết, người đã hỗ trợ Hee Woo bằng cách quay ngược đồng hồ đưa anh trở về 15 năm trước, dường như có mối hận thù cá nhân cụ thể với Jo Tae Sub.[13]
- Hyun Woo-sung trong vai bác sĩ K, một sát thủ hoạt động dưới lệnh của Nghị sĩ Cho Tae-sub, người đã giết Hee Woo.[19]
- Hyun Bong-sik trong vai Park Dae-ho, một nhân viên ngân hàng, người quản lý và hỗ trợ quỹ tham nhũng của Nghị sĩ Cho Tae-sub.[20]

### Khác
- Yoo Dong-geun trong vai Nghị sĩ Hwang Jin-yong, ông là một nghị sĩ hoạt động ngay thẳng và liêm khiết, kẻ thù chính trị của Nghị sĩ Cho Tae-sub.[21]
- Kim Young-hoon trong vai Kim Jin-woo, tay sai của Nghị sĩ Cho Tae-sub, anh là một người trung thành, cũng rất lạnh lùng và đồi bại.[22]
- Kim Do-kyung trong vai Moon Sung-hwan, bạn của Hee-woo, một nhà phát triển ứng dụng.[23]
- Lee Jae-woo trong vai Kang Min-seok, một luật sư ngay thẳng và chính trực.[24]
- Han Ki-chan trong vai Kim Young-il, con trai của Seok-hoon.[25]
- Choi Min trong vai Lee Yeon-seok, trợ thủ đắc lực của Hee-woo.[26]
- Joo Sae-byeok trong vai Do Ah-jin, một người nghiện rượu.[27]
- Na In-gyu trong vai Oh Min-guk, một điều tra viên.[28]
- Lee Kyung-min trong vai Goo Seung-hyuk, một công tố viên.[29]
- Han Dam-hee[30]

## Sản xuất

### Tuyển diễn viên
Vào ngày 5 tháng 11 năm 2021, có thông báo rằng nam diễn viên Lee Kyu-han xác nhận sẽ không tham gia bộ phim vì lý do cá nhân. Sau đó vào ngày 10 tháng 11, có thông tin xác nhận rằng nam diễn viên Jung Sang-hoon sẽ thay thế vai diễn của Lee Kyu-han.

### Quay phim
Vào ngày 31 tháng 12 năm 2021, có thông tin cho rằng vào ngày 25 tháng 12, một trong những diễn viên phụ đã có kết quả xét nghiệm dương tính với COVID-19. Việc quay phim đã bị tạm dừng vào ngày hôm đó, tất cả diễn viên và đoàn làm phim ngay lập tức được xét nghiệm để tránh khả năng lây nhiễm. Kết quả xét nghiệm không ghi nhận ca nhiễm nào, quá trình quay phim được tiến hành vào ngày hôm sau.
Vào ngày 4 tháng 3 năm 2022, công ty quản lý của nữ diễn viên Kim Ji-eun xác nhận cô đã có kết quả dương tính với COVID-19 vào ngày 27 tháng 2. Cô là một trong những trường hợp không có triệu chứng, quá trình cách ly dự kiến sẽ kết thúc vào ngày 6 tháng 3.
Vào ngày 18 tháng 3 năm 2022, có thông tin xác nhận rằng nam diễn viên Lee Joon-gi đã có kết quả xét nghiệm dương tính COVID-19, quá trình quay phim bị tạm dừng ngay sau đó. Quá trình quay phim được tiếp tục vào ngày 25 tháng 4, sau khi nam diễn viên bình phục.

## Nhạc phim

### Phần 1
| Phát hành vào 9 tháng 4 năm 2022 | Phát hành vào 9 tháng 4 năm 2022      | Phát hành vào 9 tháng 4 năm 2022 | Phát hành vào 9 tháng 4 năm 2022 | Phát hành vào 9 tháng 4 năm 2022 | Phát hành vào 9 tháng 4 năm 2022 |
| STT                              | Nhan đề                               | Phổ lời                          | Phổ nhạc                         | Nghệ sĩ                          | Thời lượng                       |
| -------------------------------- | ------------------------------------- | -------------------------------- | -------------------------------- | -------------------------------- | -------------------------------- |
| 1.                               | "What the Ggang" (무슨 깡으로)        | Kim Jong-cheon Kim Ye-il Kissxs  | Kim Jong-cheon Kim Ye-il         | Yoon Do-hyun                     | 3:00                             |
| 2.                               | "What the Ggang" (무슨 깡으로; Inst.) |                                  | Kim Jong-cheon Kim Ye-il         |                                  | 3:00                             |
| Tổng thời lượng:                 | Tổng thời lượng:                      | Tổng thời lượng:                 | Tổng thời lượng:                 | Tổng thời lượng:                 | 6:00                             |

### Phần 2
| Phát hành vào 16 tháng 4 năm 2022 | Phát hành vào 16 tháng 4 năm 2022 | Phát hành vào 16 tháng 4 năm 2022 | Phát hành vào 16 tháng 4 năm 2022 | Phát hành vào 16 tháng 4 năm 2022 | Phát hành vào 16 tháng 4 năm 2022 |
| STT                               | Nhan đề                           | Phổ lời                           | Phổ nhạc                          | Nghệ sĩ                           | Thời lượng                        |
| --------------------------------- | --------------------------------- | --------------------------------- | --------------------------------- | --------------------------------- | --------------------------------- |
| 1.                                | "Bring It On"                     | Kinzium Park Da-eun               | Kinzium Park Da-eun               | Son Seung-yeon                    | 3:17                              |
| 2.                                | "Bring It On" (Inst.)             |                                   | Kinzium Park Da-eun               |                                   | 3:17                              |
| Tổng thời lượng:                  | Tổng thời lượng:                  | Tổng thời lượng:                  | Tổng thời lượng:                  | Tổng thời lượng:                  | 6:34                              |

### Phần 3
| Phát hành vào 23 tháng 4 năm 2022 | Phát hành vào 23 tháng 4 năm 2022 | Phát hành vào 23 tháng 4 năm 2022 | Phát hành vào 23 tháng 4 năm 2022 | Phát hành vào 23 tháng 4 năm 2022 | Phát hành vào 23 tháng 4 năm 2022 |
| STT                               | Nhan đề                           | Phổ lời                           | Phổ nhạc                          | Nghệ sĩ                           | Thời lượng                        |
| --------------------------------- | --------------------------------- | --------------------------------- | --------------------------------- | --------------------------------- | --------------------------------- |
| 1.                                | "Burn"                            | The Rose                          | The Rose                          | Park Do-joon                      | 2:45                              |
| 2.                                | "Burn" (Inst.)                    |                                   | The Rose                          |                                   | 2:45                              |
| Tổng thời lượng:                  | Tổng thời lượng:                  | Tổng thời lượng:                  | Tổng thời lượng:                  | Tổng thời lượng:                  | 5:30                              |

### Phần 4
| Phát hành vào 30 tháng 4 năm 2022 | Phát hành vào 30 tháng 4 năm 2022 | Phát hành vào 30 tháng 4 năm 2022         | Phát hành vào 30 tháng 4 năm 2022         | Phát hành vào 30 tháng 4 năm 2022 | Phát hành vào 30 tháng 4 năm 2022 |
| STT                               | Nhan đề                           | Phổ lời                                   | Phổ nhạc                                  | Nghệ sĩ                           | Thời lượng                        |
| --------------------------------- | --------------------------------- | ----------------------------------------- | ----------------------------------------- | --------------------------------- | --------------------------------- |
| 1.                                | "Till The End"                    | Kim Beom-ju (A.muse) Kim Si-hyuk (A.muse) | Kim Beom-ju (A.muse) Kim Si-hyuk (A.muse) | U Sung-eun                        | 4:00                              |
| 2.                                | "Till The End" (Inst.)            |                                           | Kim Beom-ju (A.muse) Kim Si-hyuk (A.muse) |                                   | 4:00                              |
| Tổng thời lượng:                  | Tổng thời lượng:                  | Tổng thời lượng:                          | Tổng thời lượng:                          | Tổng thời lượng:                  | 8:00                              |

## Tỷ lệ người xem
| Mùa | Mùa | Số tập | Số tập | Số tập | Số tập | Số tập | Số tập | Số tập | Số tập | Số tập | Số tập | Số tập | Số tập | Số tập | Số tập | Số tập | Số tập | Trung bình |
| Mùa | Mùa | 1      | 2      | 3      | 4      | 5      | 6      | 7      | 8      | 9      | 10     | 11     | 12     | 13     | 14     | 15     | 16     | Trung bình |
| --- | --- | ------ | ------ | ------ | ------ | ------ | ------ | ------ | ------ | ------ | ------ | ------ | ------ | ------ | ------ | ------ | ------ | ---------- |
|     | 1   | 1.004  | 1.143  | 1.496  | 1.367  | 1.807  | 1.691  | 1.779  | 1.634  | 1.848  | 1.823  | 1.913  | 1.921  | 1.991  | 1.861  | 2.214  | 2.031  | 1.720      |

| Tập | Ngày phát sóng      | Tỷ lệ người xem trung bình | Tỷ lệ người xem trung bình | Tỷ lệ người xem trung bình |
| Tập | Ngày phát sóng      | Nielsen Korea              | Nielsen Korea              | TNmS                       |
| Tập | Ngày phát sóng      | Toàn quốc                  | Seoul                      | Toàn quốc                  |
| --- | ------------------- | -------------------------- | -------------------------- | -------------------------- |
| 1 | 8 tháng 4 năm 2022  | 5.8% (10th)                | 6.0% (9th)                 | —                          |
| 2 | 9 tháng 4 năm 2022  | 6.4% (6th)                 | 6.8% (4th)                 | —                          |
| 3 | 15 tháng 4 năm 2022 | 8.1% (5th)                 | 8.5% (4th)                 | 6.3% (9th)                 |
| 4 | 16 tháng 4 năm 2022 | 7.0% (4th)                 | 7.0% (4th)                 | 6.4% (4th)                 |
| 5 | 22 tháng 4 năm 2022 | 9.7% (4th)                 | 10.0% (3rd)                | 7.8% (5th)                 |
| 6 | 23 tháng 4 năm 2022 | 8.5% (4th)                 | 8.4% (3rd)                 | 7.7% (3rd)                 |
| 7 | 29 tháng 4 năm 2022 | 9.6% (5th)                 | 9.6% (3rd)                 | 8.1% (6th)                 |
| 8 | 30 tháng 4 năm 2022 | 8.6% (3rd)                 | 8.8% (3rd)                 | 7.5% (3rd)                 |
| 9 | 6 tháng 5 năm 2022  | 10.1% (3rd)                | 10.1% (3rd)                | 8.4% (5th)                 |
| 10 | 7 tháng 5 năm 2022  | 9.6% (2nd)                 | 9.3% (2nd)                 | 9.4% (2nd)                 |
| 11 | 13 tháng 5 năm 2022 | 10.7% (2nd)                | 10.8% (2nd)                | 7.5% (3rd)                 |
| 12 | 14 tháng 5 năm 2022 | 9.5% (2nd)                 | 10.0% (2nd)                | 8.6% (2nd)                 |
| 13 | 20 tháng 5 năm 2022 | 11.0% (3rd)                | 11.1% (3rd)                | 9.0% (4th)                 |
| 14 | 21 tháng 5 năm 2022 | 9.9% (2nd)                 | 10.2% (2nd)                | —                          |
| 15 | 27 tháng 5 năm 2022 | 12.0% (2nd)                | 12.0% (2nd)                | 9.3% (4th)                 |
| 16 | 28 tháng 5 năm 2022 | 10.5% (2nd)                | 10.2% (2nd)                | 9.4% (2nd)                 |
| Trung bình | Trung bình          | 9.2%                       | 9.3%                       | 8.1%                       |
| - Trong bảng trên đây, số màu xanh biểu thị cho tỷ lệ người xem thấp nhất và số màu đỏ biểu thị cho tỷ lệ người xem cao nhất. - N/A biểu thị tỷ suất người xem không được công bố. |                     |                            |                            |                            |